# Nuoto ai campionati europei di nuoto 2014 - 100 metri farfalla maschili
La gara dei 100 metri farfalla maschile degli Europei 2014 si è svolta il 22-23 agosto. Le qualifiche per la semifinale si sono svolte la mattina del 22 agosto 2014, mentre la semifinale si è svolta la sera dello stesso giorno. La finale, invece, si è svolta la sera del 23 agosto 2014.

## Medaglie
| Posizione | Atleta          | Paese       |
| --------- | --------------- | ----------- |
| Oro       | Konrad Czerniak | Polonia     |
| Argento   | László Cseh     | Ungheria    |
| Bronzo    | Pavel Sankovič  | Bielorussia |

## Record
Prima della manifestazione il record del mondo (RM), il record europeo (EU) e il record dei campionati (RC) erano i seguenti.
| Record mondiale       | 49"82 | Michael Phelps Stati Uniti | 1º agosto 2009 Roma, Italia       |
| Record europeo        | 49"95 | Milorad Čavić Serbia       | 1º agosto 2009 Roma, Italia       |
| Record dei campionati | 51"45 | Milorad Čavić Serbia       | 26 maggio 2012 Debrecen, Ungheria |

Durante la competizione sono stati migliorati i seguenti record:
| Data      | Evento | Atleta          | Nazione | Tempo | Record                |
| --------- | ------ | --------------- | ------- | ----- | --------------------- |
| 23 agosto | Finale | Konrad Czerniak | Polonia | 51"73 | Record dei campionati |

## Risultati

### Batterie
| Pos. | Batteria | Corsia | Atleta                | Nazionalità          | Tempo | Note |
| ---- | -------- | ------ | --------------------- | -------------------- | ----- | ---- |
| 1    | 6        | 4      | László Cseh           | Ungheria             | 52"14 | Q    |
| 2    | 4        | 4      | Steffen Deibler       | Germania             | 52"22 | Q    |
| 3    | 5        | 4      | Konrad Czerniak       | Polonia              | 52"26 | Q    |
| 4    | 5        | 3      | Paweł Korzeniowski    | Polonia              | 52"35 | Q    |
| 5    | 4        | 7      | Pavel Sankovič        | Bielorussia          | 52"40 | Q    |
| 6    | 6        | 6      | Adam Barrett          | Regno Unito          | 52"42 | Q    |
| 7    | 6        | 5      | Evgeny Korotyshkin    | Russia               | 52"51 | Q    |
| 8    | 4        | 3      | Nikita Konovalov      | Russia               | 52"65 | Q    |
| 9    | 4        | 6      | Joeri Verlinden       | Paesi Bassi          | 52"72 | Q    |
| 10   | 6        | 3      | Yauhen Tsurkin        | Bielorussia          | 52"74 | Q    |
| 11   | 5        | 6      | Ivan Lenđer           | Serbia               | 52"76 | Q    |
| 12   | 5        | 7      | Bence Pulai           | Ungheria             | 52"78 | Q    |
| 13   | 4        | 2      | Mehdy Metella         | Francia              | 52"79 | Q    |
| 14   | 6        | 7      | Piero Codia           | Italia               | 52"92 | Q    |
| 15   | 6        | 1      | Marcin Cieślak        | Polonia              | 52"99 |      |
| 15   | 5        | 5      | Viacheslav Prudnikov  | Russia               | 52"99 |      |
| 17   | 4        | 0      | Viktor Bromer         | Danimarca            | 53"18 | Q    |
| 18   | 6        | 2      | Evgeny Koptelov       | Russia               | 53"19 |      |
| 19   | 4        | 5      | Matteo Rivolta        | Italia               | 53"26 | Q    |
| 20   | 4        | 8      | Alexandru Coci        | Romania              | 53"32 |      |
| 21   | 4        | 1      | Mario Todorović       | Croazia              | 53"42 |      |
| 22   | 5        | 9      | Jan Šefl              | Rep. Ceca            | 53"61 |      |
| 23   | 5        | 1      | François Heersbrandt  | Belgio               | 53"64 |      |
| 23   | 3        | 0      | Simon Sjödin          | Svezia               | 53"64 |      |
| 25   | 5        | 0      | Andreas Vazaios       | Grecia               | 53"65 |      |
| 26   | 6        | 9      | Jordan Coelho         | Francia              | 53"70 |      |
| 27   | 5        | 2      | Nico van Duijn        | Svizzera             | 53"73 |      |
| 28   | 6        | 0      | Jan Świtkowski        | Polonia              | 53"74 |      |
| 29   | 6        | 8      | Stefanos Dimitriadis  | Grecia               | 53"85 |      |
| 30   | 3        | 6      | Paul Lemaire          | Francia              | 53"95 |      |
| 31   | 2        | 5      | Tuomas Pokkinen       | Finlandia            | 53"96 |      |
| 32   | 3        | 5      | Tadas Duškinas        | Lituania             | 53"97 |      |
| 33   | 2        | 6      | Sindri Jakobsson      | Norvegia             | 53"99 |      |
| 34   | 3        | 2      | Deividas Margevičius  | Lituania             | 54"03 |      |
| 35   | 5        | 8      | Tom Kremer            | Israele              | 54"05 |      |
| 36   | 3        | 3      | Bence Biczó           | Ungheria             | 54"06 |      |
| 37   | 4        | 9      | Robert Žbogar         | Slovenia             | 54"11 |      |
| 38   | 3        | 4      | Nimrod Shapira Bar-Or | Israele              | 54"33 |      |
| 39   | 2        | 8      | Diogo Carvalho        | Portogallo           | 54"54 |      |
| 40   | 3        | 8      | Riku Poeytaekivi      | Finlandia            | 54"70 |      |
| 40   | 2        | 0      | Alexander Nyström     | Svezia               | 54"70 |      |
| 42   | 2        | 4      | Konstantinos Markozis | Grecia               | 54"72 |      |
| 43   | 3        | 7      | Filip Milcevic        | Austria              | 54"74 |      |
| 44   | 1        | 6      | Martin Liivamägi      | Estonia              | 54"91 |      |
| 45   | 3        | 1      | Nuno Quintanilha      | Portogallo           | 55"08 |      |
| 46   | 2        | 2      | Jesper Björk          | Svezia               | 55"09 |      |
| 47   | 1        | 4      | Teimuraz Kobakhidze   | Georgia              | 55"21 |      |
| 48   | 2        | 3      | Tomáš Havránek        | Rep. Ceca            | 55"43 |      |
| 49   | 3        | 9      | Brendan Hyland        | Irlanda              | 55"52 |      |
| 50   | 1        | 3      | Etay Gurevich         | Israele              | 55"55 |      |
| 51   | 2        | 9      | Igor Kozlovskij       | Lituania             | 55"81 |      |
| 52   | 2        | 1      | Nikša Stojkovski      | Croazia              | 55"93 |      |
| 53   | 1        | 5      | Ensar Hajder          | Bosnia ed Erzegovina | 56"03 |      |
| 54   | 2        | 7      | Daniel Skaaning       | Danimarca            | 56"45 |      |

### Semifinali

#### Semifinali 1
| Pos. | Corsia | Atleta             | Nazionalità | Tempo | Note |
| ---- | ------ | ------------------ | ----------- | ----- | ---- |
| 1    | 3      | Adam Barrett       | Regno Unito | 51"80 | Q    |
| 2    | 4      | Steffen Deibler    | Germania    | 51"81 | Q    |
| 3    | 5      | Paweł Korzeniowski | Polonia     | 52"07 | Q    |
| 4    | 6      | Nikita Konovalov   | Russia      | 52"11 | Q    |
| 5    | 2      | Yauhen Tsurkin     | Bielorussia | 52"27 |      |
| 6    | 1      | Piero Codia        | Italia      | 52"40 |      |
| 7    | 8      | Matteo Rivolta     | Italia      | 52"62 |      |
| 8    | 7      | Bence Pulai        | Ungheria    | 52"66 |      |

#### Semifinali 2
| Pos. | Corsia | Atleta             | Nazionalità | Tempo | Note |
| ---- | ------ | ------------------ | ----------- | ----- | ---- |
| 1    | 5      | Konrad Czerniak    | Polonia     | 51"58 | Q    |
| 2    | 3      | Pavel Sankovič     | Bielorussia | 51"83 | Q    |
| 3    | 2      | Joeri Verlinden    | Paesi Bassi | 52"10 | Q    |
| 4    | 1      | Mehdy Metella      | Francia     | 52"20 |      |
| 4    | 4      | László Cseh        | Ungheria    | 52"20 |      |
| 6    | 6      | Evgeny Korotyshkin | Russia      | 52"50 |      |
| 7    | 7      | Ivan Lenđer        | Serbia      | 52"59 |      |
| 8    | 8      | Viktor Bromer      | Danimarca   | 52"83 |      |

#### Spareggio
| Pos. | Corsia | Atleta        | Nazionalità | Tempo | Note |
| ---- | ------ | ------------- | ----------- | ----- | ---- |
| 1    | 4      | László Cseh   | Ungheria    | 51"73 | Q    |
| 2    | 5      | Mehdy Metella | Francia     | 51"96 |      |

### Finale
| Pos. | Corsia | Atleta             | Nazionalità | Tempo | Note                  |
| ---- | ------ | ------------------ | ----------- | ----- | --------------------- |
|      | 4      | Konrad Czerniak    | Polonia     | 51"38 | Record dei campionati |
|      | 8      | László Cseh        | Ungheria    | 51"89 |                       |
|      | 6      | Pavel Sankovič     | Bielorussia | 51"92 |                       |
| 4    | 5      | Adam Barrett       | Regno Unito | 51"95 |                       |
| 5    | 3      | Steffen Deibler    | Germania    | 52"01 |                       |
| 6    | 2      | Paweł Korzeniowski | Polonia     | 52"15 |                       |
| 7    | 7      | Joeri Verlinden    | Paesi Bassi | 52"17 |                       |
| 8    | 1      | Nikita Konovalov   | Russia      | 52"40 |                       |